# دنیل ایتون (دوچرخه‌سوار)
دنیل ایتون (انگلیسی: Daniel Eaton؛ زادهٔ ۴ ژوئیهٔ ۱۹۹۳) دوچرخه‌سوار اهل ایالات متحده آمریکا است. وی عضو تیم‌های همچون تیم دوچرخه‌سواری یونایتدهلثکر بوده است.